# Диас Мена, Хуан
Хуан Давид Кабаль Мурильо (исп. Juan David Cabal Murillo; род. 20 мая 2001, Кибдо или Чоко) — колумбийский футболист, полузащитник клуба «Коритиба».

## Клубная карьера
Диас — воспитанник клуба «Индепендьенте Медельин». 15 июля 2019 года в матче против «Патриотас Бояка» он дебютировал в Кубке Мустанга. Летом 2022 года Диас перешёл в бразильский клуб «Коритиба».